# Maria Luísa de Sousa Holstein, 3.ª Duquesa de Palmela
Maria Luísa de Sousa Holstein, 3.ª Duquesa de Palmela (4 de agosto de 1841, Lisboa - 2 de setembro de 1909, Sintra) foi uma escultora, mecenas das artes e aristocrata portuguesa, conhecida por ter exposto no Salon de Paris e ter realizado e fundado inúmeras obras de caridade e beneficência, tais como as Cozinhas Económicas de Lisboa, que proporcionavam refeições para os mais desfavorecidos.

## Biografia

### Nascimento e Família
Maria Luísa Domingas Eugénia Ana Filomena Josefa Antónia Francisca Xavier Sales de Borja de Assis e Paula de Sousa Holstein nasceu a 4 de agosto de 1841, em Lisboa, no Palácio dos Duques de Palmela, filha de D. Domingos de Sousa Holstein (1818-1864), marquês do Faial, conde de Calhariz e 2.º duque de Palmela, e de D. Luísa Maria de Sampaio Noronha (1817-1891), baronesa de Teixeira e condessa da Póvoa, sendo a primogénita das três filhas do casal e a única a atingir a maioridade.

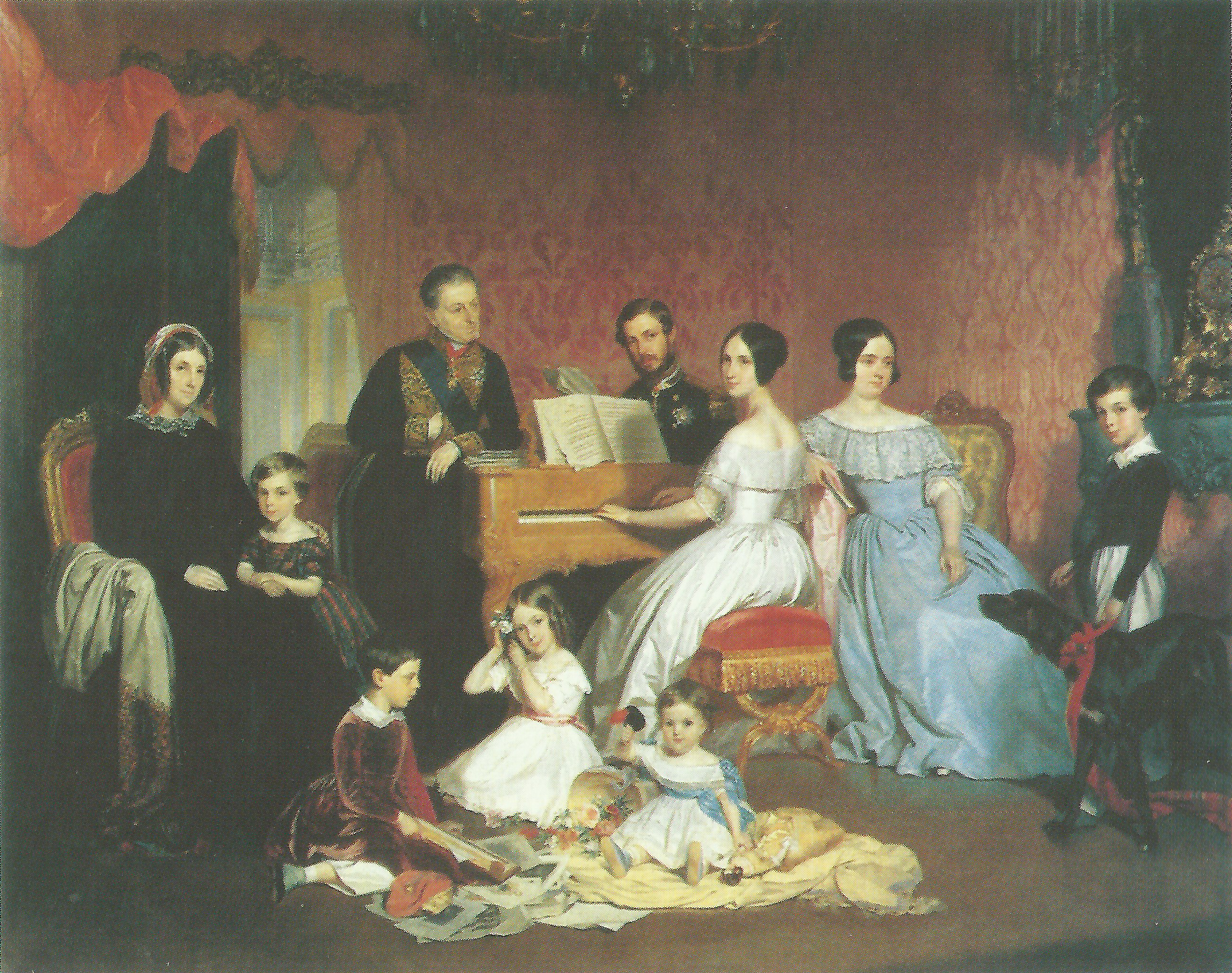
Retrato dos primeiros duques de Palmela com a sua família no palácio do Calhariz

Oriunda de abastadas, nobres e influentes famílias portuguesas e estrangeiras, pelo lado paterno era neta de D. Pedro de Sousa Holstein, 1.º duque de Palmela, conde de Sanfré (Piemonte) e Presidente do Conselho de Ministros, de D. Eugénia Francisca Xavier Teles da Gama, marquesa de Nisa e de Cascais, e descendente de D. Domingos Xavier de Lima, almirante da Índia, de D. Isabel Juliana de Sousa Coutinho Paim, da Casa de Alva e marquesa de Santa Iria, de Lopo Dias de Sousa, último mestre clérigo da Ordem de Cristo, de D. João Fernandes da Silveira, 1.º barão de Alvito, e de Cristiano III da Dinamarca e da Noruega, pertencendo também à linhagem real Schleswig-Holstein-Sonderburg-Beck da Casa de Oldenburg, entre muitas outras personalidades de renome na aristocracia europeia. Pelo lado materno era neta de D. Henrique Teixeira de Sampaio, senhor de Sampaio, 1.º barão de Teixeira, 1.º conde da Póvoa e fundador do Banco de Lisboa, e de D. Luisa Maria José Rita Baltasar de Noronha, condessa de Peniche, e descendente de D. Francisco Nuno Álvares de Botelho, 1.º conde de São Miguel, filho de D. Nuno Álvares Botelho, capitão geral das Armadas e governador da Índia Portuguesa, de D. Lourenço de Almeida, governador de Pernambuco, e de D. Luís de Almeida Portugal, 1.º conde de Avintes, entre outros ilustres nomes.

### Primeiros Anos de Vida
Quando era bastante jovem, Maria Luísa foi ensinada a ler e escrever pelo seu avô paterno em casa, ingressando mais tarde, em regime interno, no Colégio de Sacré Coeur, em Paris, França, onde as filhas das famílias da aristocracia europeia recebiam tradicionalmente uma educação religiosa ministrada por freiras, sendo complementada com aulas sobre cultura, literatura e artes, que possibilitavam algumas visitas a museus, monumentos, recitais de poesia e concertos.

### Casamento

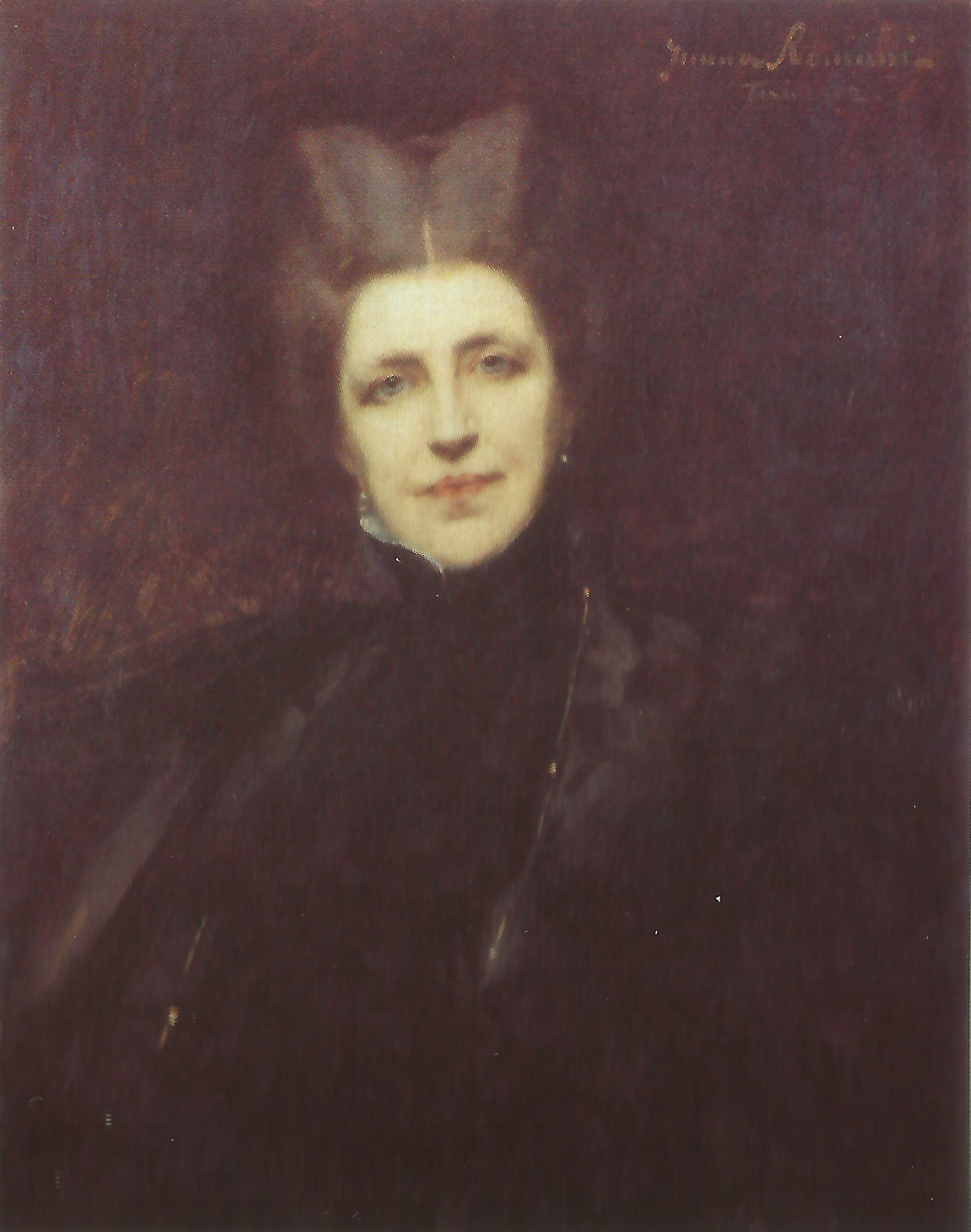
Retrato pintado a óleo da Duquesa de Palmela

De regresso a Portugal, a 15 de abril de 1863, com 21 anos, casou na capela do Palácio Palmela, com D. António de Sampaio e Pina de Brederode (1834-1910), capitão da Guarda Real dos Archeiros e cavaleiro da Ordem Militar da Torre e Espada, do Valor, Lealdade e Mérito, que havia sido soldado voluntário do exército britânico durante a Guerra da Crimeia e era filho de Manuel Inácio de Sampaio e Pina Freire , 1.º visconde de Lançada. A cerimónia foi considerada um dos maiores eventos do ano, sendo relatado em vários periódicos a nível nacional também devido à presença dos seus ilustres convidados, tais como D. Luís I e D. Maria Pia, que foram os padrinhos de casamento.
Pouco depois, já órfã de mãe e com a morte do seu pai apenas um ano após se casar, sendo a única herdeira dos seus pais, Maria Luísa de Sousa Holstein recebeu os títulos de 3.ª duquesa de Palmela, 3.ª marquesa do Faial e 3.ª condessa do Calhariz e de Sanfré, tornando-se numa das mais ricas herdeiras de Portugal. Para além de uma vasta fortuna e de inúmeras propriedades, a jovem duquesa passou também a possuir uma das maiores colecções de arte no país, contando com centenas de obras de diversos pintores e escultores de vários períodos e movimentos artísticos.

### Vida Social
Inserida nos círculos da elite intelectual da sociedade portuguesa e da aristocracia europeia, Maria Luísa de Sousa Holstein realizava inúmeros encontros sociais, saraus, festas temáticas, bailes e jantares de convívio no seu palácio, sendo estes relatados pela imprensa como faustosos e surreais, travando laços de amizade com alguns dos artistas mais respeitados da época, tais como as actrizes Sarah Bernhardt, Eleonora Duse, os pintores Columbano Bordalo Pinheiro, Emília dos Santos Braga, Fanny Munró e os escritores Ramalho Ortigão, Eça de Queirós, Camilo Castelo Branco, Branca de Gonta Colaço, Olga de Moraes Sarmento, Maria Amália Vaz de Carvalho e António Maria Vasco de Melo Silva César e Meneses, conde de Sabugosa, entre um vasto leque de nomes. Aristocrática, e dama da rainha D. Amélia, eram também frequentes as visitas e eventos que frequentava com a família real.

### Carreira Artística e Mecenato

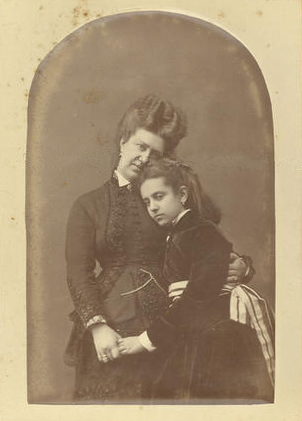
Retrato de Maria Luísa de Sousa Holstein, 3.ª Duquesa de Palmela, e sua filha, D. Helena Maria Domingas de Sousa Holstein, mais tarde 4.ª Duquesa de Palmela

Interessada pelo mundo das artes, Maria Luísa de Sousa Holstein iniciou-se na escultura e no mecenato pouco após o nascimento dos seus dois filhos, D. Helena Maria Domingas de Sousa Holstein (1864-1941) e D. Pedro Maria Luís Eugénio de Sousa Holstein (1866-1869), que faleceu com apenas 3 anos de idade. 
Inspirada pelas obras do escultor português Victor Bastos, discípulo do pintor António Manuel da Fonseca, na Academia Real de Belas-Artes, e do francês da escola romântica a viver em Lisboa, Célestin Anatole Calmels, a duquesa começou a ter aulas privadas com os dois mestres e a patrocinar os seus trabalhos, encomendando vários retratos e bustos da sua família para além de colaborar com Calmels na remodelação do Palácio Palmela e na decoração da sua casa de veraneio, edificada sob o antigo forte de Nossa Senhora da Conceição, em Cascais, tendo estudado horticultura, durante esse mesmo período, para redesenhar os seus jardins e pedido para ser construído um estúdio onde poderia criar as suas obras escultóricas. Pouco depois, as suas acções de mecenato expandiram-se para a atribuição de bolsas, subsídios e prémios pecuniários a novos talentos nacionais, como o escultor António Alberto Nunes, simultaneamente aumentando o seu espólio artístico.
Após criar várias peças de motivos religiosos e bustos de personalidades históricas e notáveis da sociedade portuguesa, a duquesa participou pela primeira vez em duas exposições em Lisboa, recebendo críticas positivas, e de seguida na Exposição Universal de 1878 em Paris, ganhando renome além fronteiras.
De regresso a Portugal e expandindo o seu portefólio para as pinturas em aguarelas, expôs nas exposições anuais da Sociedade Promotora das Belas-Artes (SPBA), actual Sociedade Nacional de Belas Artes, e em várias mostras de pintura de menor dimensão, recebendo diversos elogios na imprensa periódica da época.
Continuando a expor simultaneamente no estrangeiro, apresentou as peças "Diógenes", no Salão da Société des Artistes Français em 1884, e "Santa Teresa", no Salon de Paris, em 1886, sendo premiada pela última obra e conhecido pouco depois o escultor francês Auguste Rodin, com o qual trocou uma larga correspondência até à sua morte. Permanecendo durante várias temporadas na capital francesa, pouco depois foi aceite como discípula de Rodin e de Jean-Baptiste Claude Eugène Guillaume.
Aventurando-se na olaria, em 1903, juntamente com Josefa Brito do Rio, condessa de Ficalho, criou a Fábrica do Ratinho, conhecida pelas suas peças de cerâmicas.

### Trabalho de Beneficência

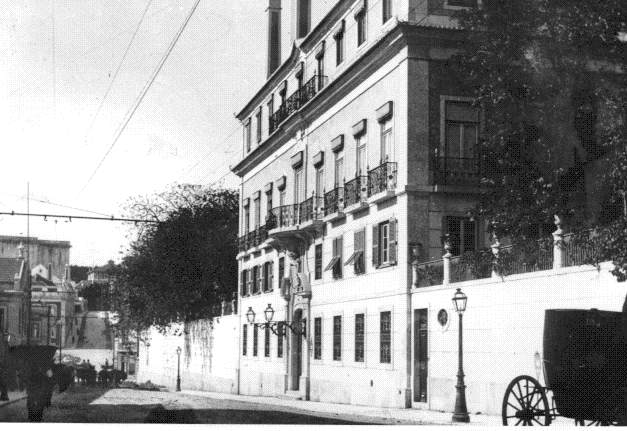
Palácio Palmela, em Lisboa, no inicio do século XX (actual sede da Procuradoria-Geral da República)

No final do século XIX, face à extrema pobreza em que grande parte da população portuguesa vivia, Maria Luísa de Sousa Holstein, juntamente com a sua prima Maria Isabel de Lemos Saint-Léger, marquesa de Rio Maior, decidiram promover uma instituição que servisse refeições, a preços razoáveis, para os mais carenciados de Lisboa, criando assim a Sociedade Promotora das Cozinhas Económicas, comummente chamada de Cozinhas Económicas.
Decidida a executar um plano para que a sua iniciativa de beneficência perdurasse no tempo, a duquesa de Palmela viajou para a Suíça e Inglaterra, onde aprendeu como funcionavam algumas organizações de assistência e caridade, com objectivos ou propósitos semelhantes ao seu, regressando pouco depois ao país, onde comprou às suas próprias custas todo o equipamento necessário, incluindo utensílios de cozinha, fornos, mesas, cadeiras e talheres, tendo ainda conseguido convencer dezenas de Irmãs de Caridade de São Vicente de Paulo ou ainda Paula, a viajar para Lisboa, onde administrariam a operação. 
Com o apoio de várias famílias aristocráticas, bancos e doadores, o primeiro refeitório foi inaugurado a 8 de dezembro de 1893, no dia da festa da Imaculada Conceição, na Travessa do Forno aos Prazeres, seguindo-se, nos anos seguintes, a abertura de mais sete cozinhas em Alcântara, Anjos, Xabregas, São Mamede, São Bento, no cais de Santarém à Sé e nos próprios jardins do Palácio Palmela. A primeira refeição consistiu numa tigela de sopa de grão com arroz e bacalhau guisado, 200 gramas de pão e uma taça de vinho. Ocasionalmente, o rei D. Carlos I contribuía com alimentos variados, muitos fruto das suas caçadas e montarias em Sintra e Vila Viçosa ou ainda peixes capturados a bordo do iate real Amélia IV.
Além das Cozinhas Económicas, Maria Luísa de Sousa Holstein também colaborou e financiou inúmeras outras associações e iniciativas de ajuda e caridade, tais como o Instituto de Socorro a Náufragos, o Hospital do Rego, a Assistência Nacional aos Tuberculosos, criada pela rainha D. Amélia, e muitas outras instituições.  

### Últimos Anos de Vida

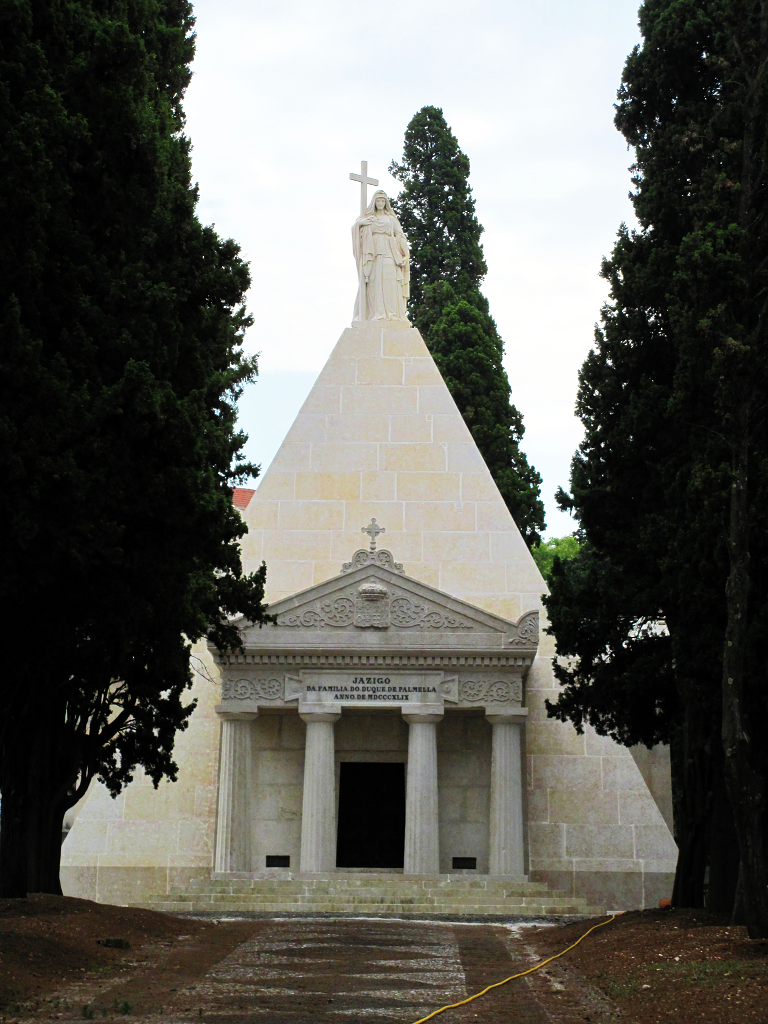
Mausoléu dos Duques de Palmela, Cemitério dos Prazeres, Lisboa

Durante a sua vida, Maria Luísa de Sousa Holstein tornara-se uma das personalidade mais importantes e conhecidas da sociedade portuguesa, de tal forma que quando alguém referia "a duquesa" em Lisboa, e apesar de existirem outras com o mesmo título, todos sabiam de quem se estava a falar.
Embora as suas obras tenham sido aclamadas várias vezes pela crítica francesa e em Portugal, durante os seus últimos anos de vida, alguns críticos portugueses teceram comentários maliciosos, sendo-lhe apontado que nunca se tinha entregado de corpo e alma à sua arte, pelo facto de ser membro da nobreza e não necessitar de trabalhar para se sustentar, ou ainda que por ser mulher, a escultura não era uma arte adequada para o seu género, devendo-se focar na caridade. Entre os mais cruéis, houve quem lhe desse a alcunha de "Duquesa de Calmels", dando a entender que as obras não eram da sua autoria, mas sim de Célestin Anatole Calmels, sendo respondidos por outros críticos de arte que tal acusação era grave e falsa, sendo facilmente comprovada pelo toque "feminino" das obras por ela realizadas. Indiferente aos comentários e às más línguas, Maria Luísa de Sousa Holstein continuou a criar novas obras e a participar em exposições até ao fim de sua vida.
Após o assassinato do rei D. Carlos I e do príncipe real D. Luís Filipe em Lisboa, a 1 de fevereiro de 1908, receando pela sua vida, permaneceu reclusa nas suas casas de Sesimbra e Sintra, raramente se deslocando para fora delas, excepto por duas ocasiões conhecidas: quando participou numa exposição no Rio de Janeiro, Brasil, no mesmo ano, e quando foi finalmente reconhecida pelo seu trabalho artístico com a condecoração da Ordem Militar de Sant'Iago da Espada, em 1909,  já tendo sido anos antes nomeada Dama da Ordem de Santa Isabel e da Ordem da Rainha Maria Luísa.

### Falecimento
A 2 de setembro de 1909, Maria Luísa de Sousa Holstein faleceu na sua Quinta de São Sebastião, em Sintra, vítima de angina de peito, com 68 anos de idade. Durante o seu velório, várias personalidades da elite cultura e política do país homenagearam a duquesa pelo seu trabalho artístico e de caridade, tendo sido o seu corpo acompanhado até ao cemitério por uma marcha espontânea de pessoas não só da alta sociedade como das classes mais pobres, que atiravam flores à sua passagem. Foi sepultada no jazigo dos Duques de Palmela, conhecido por ser o maior mausoléu privado da Europa, situado no Cemitério dos Prazeres, em Lisboa.

## Legado e Homenagens
Após a sua morte, a Sociedade de Promoção de Cozinhas Económicas continuou com a sua missão, passando a sua administração para a Santa Casa da Misericórdia de Lisboa anos mais tarde.
O seu nome pontua a toponímia de várias ruas e avenidas em diversas localidades portuguesas, como nos concelhos de Cascais e Lisboa.
Actualmente as suas obras escultóricas, a maioria realizada em mármore, encontram-se em colecções privadas e em alguns museus, existindo alguns exemplares no espólio do Museu Nacional de Arte Contemporânea e da Sociedade de Geografia de Lisboa.